# قلعه آرودشت لار
قلعه آرودشت لار مربوط به پیش از اسلام - دوران‌های تاریخی پس از اسلام است و در شهرستان آمل، دشت لار، غرب رودخانه سفید آب واقع شده و این اثر در تاریخ ۱ مهر ۱۳۸۲ با شمارهٔ ثبت ۱۰۳۵۶ به‌عنوان یکی از آثار ملی ایران به ثبت رسیده‌است.